# Berlinska državna opera
Berlinska državna opera (nemško Staatsoper Berlin), znana tudi kot Staatsoper Unter den Linden (dob. Državna opera pod lipami), je zaščitena stavba na bulvarju Unter den Linden v zgodovinskem središču Berlina v Nemčiji. Operno hišo so zgradili po naročilu pruskega kralja Friderika Velikega od leta 1741 do 1743 po načrtih Georga Wenzeslausa von Knobelsdorffa v paladijevskem slogu. Nekdanja Kraljeva pruska operna hiša, poškodovana med zavezniškim bombardiranjem v drugi svetovni vojni, je bila od leta 1951 do 1955 obnovljena kot del trga Forum Fridericianum. V Berlinu z vzdevkom Lindenoper je »prvo gledališče kjer koli, ki je samo po sebi vidna, samostoječa monumentalna zgradba v mestu.«

## Zgodovina

### Imena
Podjetje, ki se je prvotno imenovalo Königliche Oper (Kraljeva opera), se je leta 1919 preimenovalo v Preußische Staatsoper (Pruska državna opera). Po drugi svetovni vojni je začelo delovati kot nacionalno operno podjetje za komunistično Vzhodno Nemčijo in prevzelo ime Deutsche Staatsoper (Nemška državna opera) leta 1955.
Na zahodu in v pogovornem jeziku pa so ljudje uporabljali ime Staatsoper Unter den Linden (Državna opera Unter den Linden) po bulvarju, ob katerem stoji gledališče. Ta uporaba je postala pogostejša po razpadu Vzhodne Nemčije leta 1990, vendar v nasprotju s spletno stranjo podjetja ni bila uradno sprejeta do leta 1995 in staro ime se je še vedno pojavljalo na novih posnetkih, ki jih je izdalo podjetje šele naslednje leto. leto.

### Zgodnja leta
Pruski kralj Friderik II. je kmalu po svojem pristopu na prestol naročil prvotno stavbo na tem mestu. Čeprav sta arhitekturno pomembni kot zgodnji primer paladijevske arhitekture v Nemčiji, sta severna in zahodna fasada neposredni kopiji stavb Colena Campbella v Stourheadu oziroma Wansteadu. Gradbena dela so se začela julija 1741, ko je Georg Wenzeslaus von Knobelsdorff zasnoval prvi del Foruma Fredericianum na današnjem Bebelplatzu. Čeprav še ni povsem dokončana, je bila Dvorna opera (Hofoper) slovesno odprta z uprizoritvijo Cesare e Cleopatra Carla Heinricha Grauna 7. decembra 1742. Ta dogodek je zaznamoval začetek uspešnega 250-letnega sodelovanja med Staatsoper in Staatskapelle Berlin, Državna kapela Berlin, katerega korenine segajo v 16. stoletje.
Leta 1821 je Berlinska opera, ki je gostovala v Schauspielhaus Berlin, priredila premiero Webrovega Čarostrelca. Leta 1842 je Wilhelm Taubert uvedel tradicijo rednih simfoničnih koncertov. Istega leta je Giacomo Meyerbeer nasledil Gaspareja Spontinija na mestu generalnega glasbenega direktorja. Felix Mendelssohn je eno leto vodil tudi simfonične koncerte.
18. avgusta 1843 je operno hišo uničil požar. Rekonstrukcijo stavbe je nadziral arhitekt Carl Ferdinand Langhans, Königliches Opernhaus (Kraljeva operna hiša) pa je bila naslednjo jesen slovesno odprta z uprizoritvijo Meyerbeerjevega Ein Feldlager in Schlesienu. Leta 1849 so v Kraljevi operni hiši pod vodstvom skladatelja premierno uprizorili Die lustigen Weiber von Windsor Otta Nicolaija.

### 20. stoletje
Ob koncu 19. stoletja in v začetku 20. stoletja je Kraljeva dvorna opera v Berlinu pritegnila številne slavne dirigente. Med njimi so bili Felix von Weingartner, Karl Muck, Richard Strauss, Leo Blech in George Szell. Po razpadu Nemškega cesarstva leta 1918 se je Opera preimenovala v Staatsoper Unter den Linden, Königliche Kapelle pa v Kapelle der Staatsoper.
V 1920-ih so dirigentsko mesto zasedli Kurt Adler, Wilhelm Furtwängler, Erich Kleiber, Otto Klemperer, Alexander von Zemlinsky, Bruno Walter. Leta 1925 je bil Wozzeck Albana Berga premierno uprizorjen v produkciji dirigenta Ericha Kleiberja v skladateljevi prisotnosti.
Po obsežni prenovi je bila Operna hiša ponovno odprta 28. aprila 1928 z novo produkcijo Mozartove Čarobna piščal. Igrali so Delia Reinhardt, Richard Tauber, Friedrich Schorr in Leo Schützendorf, dirigiral pa je Erich Kleiber. Istega leta sta gostovala slavni ruski bas Feodor Chaliapin in Ballets Russes Sergeja Djagileva z dirigentom Ernestom Ansermetom. Leta 1930 je Erich Kleiber dirigiral premiero opere Christophe Colomb Dariusa Milhauda. Toda leta 1934, ko je Kleiber izvedel simfonične skladbe Lulu Albana Berga, so nacionalsocialisti izzvali škandal in dirigent je bil prisiljen v izgnanstvo.
Po Machtergreifungu s strani nacistov so člane judovskega porekla odpustili iz ansambla. Številni nemški glasbeniki, povezani z opero, so odšli v izgnanstvo, vključno z dirigenti Kurtom Adlerjem, Ottom Klempererjem in Fritzom Buschom. Clemens Krauss je postal ugledni nemški dirigent najprej v Berlinski državni operi leta 1933, nato pa je bil leta 1935 imenovan za njenega direktorja, ker sta Fritz Busch oziroma Erich Kleiber odstopila s svojega položaja v znak protesta proti nacistični vladavini. V nacistični Nemčiji so bili Staatskapellmeister Robert Heger, Herbert von Karajan (1939–1945) in Johannes Schüler.

### Povojna leta
Druga obnova je trajala dolgo. Od leta 1945 je operna skupina nastopala v Admiralspalast. Od leta 1949 je družba delovala kot državna opera Vzhodne Nemčije. Ponovno se je preselila v svoj prvotni dom, potem ko je bila obnova v svobodno prilagojenih baročnih oblikah leta 1955 končno končana. Novo obnovljeno operno hišo so ponovno odprli z Wagnerjevo Mojstri pevci Nürnberški. Kapaciteta je zdaj približno 1300 gledalcev. Po zgraditvi Berlinskega zidu leta 1961 je bila Opera nekoliko izolirana, vendar je še vedno ohranila obsežen repertoar, ki je vseboval klasično in romantično obdobje skupaj s sodobnim baletom in operami.
Po ponovni združitvi se je Operna hiša ponovno pridružila opernemu svetu. Pomembna dela, ki so bila že izvedena v preteklosti, so bila ponovno odkrita in obravnavana v okviru »berlinske dramaturgije«. V središču pozornosti je bila zlasti baročna opera z Graunovo Cleopatro e Cesare, Keiserjevim Krezom, L'opera seria Floriana Leopolda Gassmanna in Scarlattijevo Griseldo. Ta dela je izvedel belgijski dirigent René Jacobs skupaj z Akademie für Alte Musik Berlin in Freiburger Barockorchester na starinskih instrumentih. V 1990-ih se je opera uradno preimenovala v Staatsoper Unter den Linden.
Leta 1992 je bil argentinsko-izraelski dirigent Daniel Barenboim imenovan za generalnega direktorja glasbe (GMD). Leta 2000 je orkester (glede na njegovo uradno spletno stran) izvolil Barenboima za dosmrtnega dirigenta. Na festivalu Festtage leta 2002 je vodil Wagnerjev cikel v desetih delih, produkcijo, ki je nastala v sodelovanju z režiserjem Harryjem Kupferjem.
Leta 2009 je bila Berlinska državna opera zaprta zaradi obnovitvenih del, ki jih je vodil nemški arhitekt HG Merz. Za izboljšanje akustike so dvignili streho operne stavbe in podaljšali proscenij. Druga prizadevanja za prenovo in razširitev so vključevala stavbo direktorja, stavbo podzemne povezave in zgradbo depoja. V slednjem je nov center za vaje. Hiša je bila ponovno odprta leta 2017 s premierama Humperdinckovega Hänsel und Gretel in Monteverdijeve L'incoronazione di Poppea en vikend. Operna hiša gosti tudi orkester Staatskapelle Berlin.
6. januarja 2023 je družba objavila odstop Barenboima kot glavnega direktorja družbe zaradi zdravstvenih razlogov. Januarja 2023 je Christian Thielemann nastopil kot nujni nadomestni dirigent za Barenboima v novi produkciji podjetja Nibelunški prstan Richarda Wagnerja. Septembra 2023 je podjetje objavilo imenovanje Thielemanna za svojega naslednjega GMD, ki bo začel veljati 1. septembra 2024.
- Zunanjost Državne opere ob večerni modri uri, 2018
- Avditorij Državne opere na dan ponovnega odprtja 3. oktobra 2017 po sedmih letih prenove
- Auditorij, 2021
- Apolonova dvorana, 2021